# Moura Palha
Pedro Augusto de Moura Palha, ou simplesmente Moura Palha, (Belém, 15 de outubro de 1915 – Belém, 17 de fevereiro de 1995) foi um advogado e político brasileiro, outrora senador pelo Pará.

## Dados biográficos
Filho de Augusto César de Moura Palha Júnior e Ricardina Moreira Palha. Advogado formado pela Universidade Federal do Pará em 1941, ingressou no PSD nos agonizes do Estado Novo, tornando-se correligionário de Magalhães Barata. Após figurar como sexto suplente de deputado estadual em 1947, foi procurador da Fazenda Municipal em Belém. Eleito deputado estadual em 1954 e 1958, renunciou ao mandato a fim de assumir o cargo de secretário de Justiça em 1960, no segundo governo Moura Carvalho, sendo consultor-geral do estado no governo Aurélio do Carmo.
Eleito suplente de senador na chapa que reelegeu Lobão da Silveira em 1962, Moura Palha atuou como senador durante parte do mandato devido às sucessivas licenças do titular. Adversário do Regime Militar de 1964, filiou-se ao MDB e foi derrotado por Jarbas Passarinho, candidato da ARENA, ao buscar um mandato de senador em 1966 e ficou na primeira suplência de deputado federal em 1970. Disputou sua última eleição como candidato a senador por uma sublegenda do MDB em 1978.
Nos anos seguintes dedicou-se apenas à sua carreira de advogado e somente a partir de 1983, quando o PMDB assumiu o governo paraense, é que voltou ao serviço públicoː no primeiro governo Jader Barbalho retornou à consultoria-geral do estado e no governo Hélio Gueiros tornou-se procurador-geral da Fazenda do Estado, cargo que manteve de 1987 até a data de seu falecimento, oito anos depois.